# Paraguaçu Paulista (kommun)
Paraguaçu Paulista är en kommun i Brasilien.   Den ligger i delstaten São Paulo, i den södra delen av landet, 800 km söder om huvudstaden Brasília. Antalet invånare är 42 281.
Följande samhällen finns i Paraguaçu Paulista:
- Paraguaçu Paulista

Omgivningarna runt Paraguaçu Paulista är en mosaik av jordbruksmark och naturlig växtlighet. Runt Paraguaçu Paulista är det glesbefolkat, med 15 invånare per kvadratkilometer.